# 何維健
何維健（英語：Derrick Hoh，1985年9月17日—），新加坡人，新加坡及台灣歌手。於新加坡參加《絕對SuperStar》脫穎而出，獲得男子組第三名。於2008年發行第一張個人專輯《無法歸類》，且收錄了他自創的兩首歌曲《咬字》和《的天空》。

## 经历

### 出道前
於新加坡參加《絕對SuperStar》脫穎而出，獲得男子組第三名，比賽結束後，與Play Music簽下了唱片合約。

### 2008年：首张專輯《無法歸類》
7月30日發行第一張個人專輯《無法歸類》，且收錄了他自創的兩首歌曲《咬字》和《的天空》。
```
音乐作品
```

```
專輯 
```

- 《無法歸類》（2008年7月30日在新加坡發行）
- 《無法歸類》慶功改版（2008年9月23日發行）
- 《無法歸類》（2008年11月6日在馬來西亞發行）
- 《新生何維健》（2008年11月21日在台灣發行）
- 《無法歸類》最終慶功改版（2008年12月26日發行）
- 《變化 Change？》（2010年12月17日發行）
- 《變化 Change？》每時每刻慶功改版（2011年8月5日發行）
- 《All I Want》（2014年5月14日在新加坡發行）
- 《檸檬甜甜的》（2015年11月2日發行）

```
迷你專輯的哪個區域，和單曲的哪個區域
```

- 迷你專輯《Forever》（2013年3月28日在新加坡發行）
- 單曲《Show Me What I've Been Looking For》（2013年9月9日數碼發行）
- 《為夢想閃耀》新傳媒8頻道電視劇《夢想程式》片頭曲（2017年2月10日發行）
- 《換我愛你》 (2017年7月28年發行)
- 《找到你》 (2020年4月1日發行)
- 《愛情字典》(2020年8月12日發行)

### 創作給他人的作品
| 年份 | 歌手         | 歌曲             | 何維健參與部分 |
| ---- | ------------ | ---------------- | -------------- |
| 2019 | 姜濤、盧瀚霆 | BMG - Be My Girl | 作曲           |

## 影视作品

### 音乐录影带(MV)
- 郭采潔，《你在，不在》音樂錄影帶（2009）
- 郭美美，《和我來電》音樂錄影帶（2010）

## 节目主持

### 廣播節目
- YES 933 - 《午刻樂樂》（與陳寧、蕭嘉蕙主持）（2016）

## 榮耀
- 首張國語專輯創下新加坡有史以來「單日銷售最高紀錄」發行第一天，賣出2000張創下當地紀錄；
- 榮獲《新加坡金曲獎》，《年度優秀新人獎》；
- 《海峽時報》譽為「新加坡30歲以下的傑出青年」。

2008
- (新加坡金曲獎) 最有潛力本地新人 (新加坡)
- (新加坡金曲獎2008) 最酷造型獎 (新加坡)

2009
- (新加坡e乐大赏) 最佳本地新人 (新加坡)

2011
- (新加坡e乐大赏) 人氣本地歌手 (新加坡)
- (新城國語力頒獎禮) 新城國語力新勢力歌手 (香港)
- (全球華語歌曲排行榜) 年度20大金曲 － 當我知道你們相愛 (全球)
- (全球華語歌曲排行榜) 新加坡傑出歌手 (全球)

2013
- (Mnet亞洲音樂大獎) 亞洲最佳歌手獎 - 新加坡 (亞洲)

## 外部連結
- 何維健的Facebook專頁
- 何維健的Instagram帳戶
- 何維健的X（前Twitter）
- 何維健的新浪微博
- 何維健的部落格